# Aiguaneu

Símbol de l'aiguaneu

L'aiguaneu és una precipitació força uniforme de neu mig fosa o de pluja i de neu barrejades. Des de la nevada seca fina fins a la pluja, hi ha tots els graus de transició: cristalls humits, flocs molls d'aigua o neu barrejada amb aigua líquida. De la mateixa manera que la pluja i la neu ordinària, l'aiguaneu pot caure de manera contínua o en forma de xàfec. Els gèneres de núvols que poden donar aquest meteor són els altoestrats, nimboestrats, estratocúmuls i cumulonimbes; ocasionalment també es pot desprendre d'un cúmul.
Aquest fenomen es deu a la presència d'aire temperat que fa fondre la neu parcialment però no prou càlid per a transformar tota aquesta neu en pluja. És per tant una neu fosa parcialment que cau a terra amb traces de cristal·lització. És una precipitació transparent no pas blanca com la neu en sentit propi. Amb la caiguda de l'aiguaneu la temperatura pot ser que iniciï una davallada i que esdevé una nevada. El codi METAR per l'aiguaneu és RASN.
L'aiguaneu acostuma a caure quan la temperatura de l'aire superficial és de 2-3 °C i als estrats superiors de l'atmosfera la temperatura és inferior. Per tant, pel gradient tèrmic que hi ha, la neu (situada a uns 100-200 m d'altitud) es fon perquè troba temperatures més altes. Tanmateix, no són prou altes per a fondre la totalitat de la neu i per això cau barrejada neu i aigua.
L'aiguaneu no acostuma a quallar a terra, llevat quan la temperatura del sòl és inferior a 0 °C. Aleshores es poden formar plaques de gel poc visibles que són molt perilloses.